# Dionizy (ikonograf)

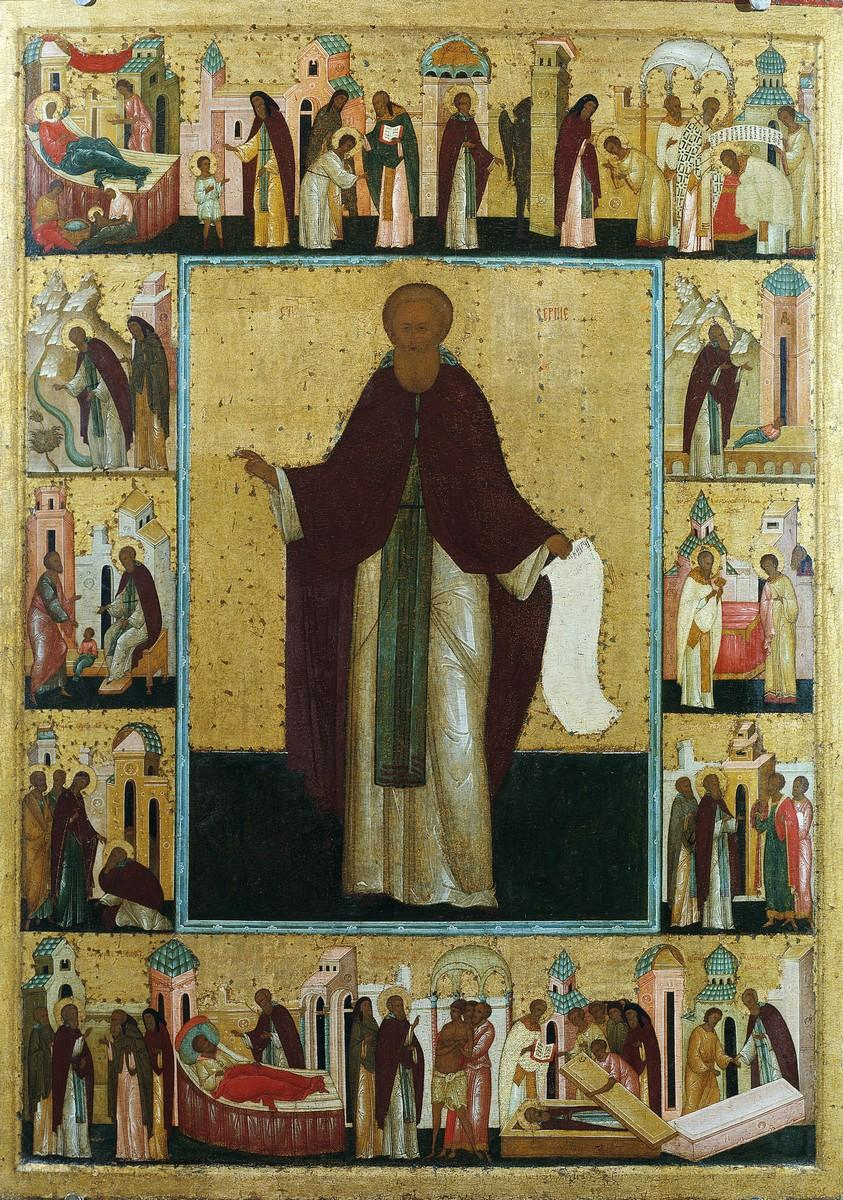
Sergiusz z Radoneża ze scenami z żywota, ikona Dionizego

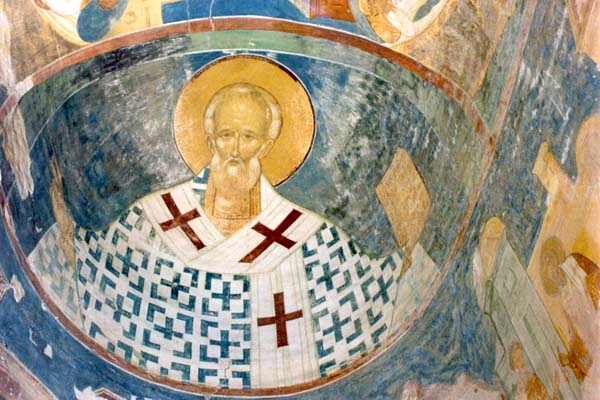
Św. Mikołaj z Miry, fresk Dionizego w Monasterze Terapontowskim

Dionizy, oryg. Дионисий (ur. ok. 1440 – zm. po 1503 lub ok. 1450 – ok. 1520) – ruski ikonograf.
Dionizy urodził się ok. 1450; wiadomo, iż miał trzech synów: Teodozjusza, Włodzimierza i Andrzeja, z których dwaj pierwsi również zajmowali się pisaniem ikon.
Okres aktywnej działalności twórczej mnicha określają w przybliżeniu daty 1480–1500. Dionizy zyskał sławę po wykonaniu zespołu fresków dla monasteru w Borowsku. Swoją działalność artystyczną kontynuował w Moskwie, gdzie napisał ikony dla soboru Zaśnięcia Matki Bożej w Kremlu moskiewskim. W 1481, w czasie pracy nad wymienionymi wizerunkami, napisał m.in. ikony Metropolita Piotr ze scenami z żywota oraz Metropolita Aleksy ze scenami z żywota. Następnie Dionizy malował freski w monasterach: św. Pawła w Obnorsku, Chrystusa Zbawiciela w Pryłuce, Cyrylo-Biełozierskim oraz monasterze św. Józefa Wołokołamskiego k. Moskwy. Jego ostatnią większą realizacją malarską był zespół fresków w Monasterze Terapontowskim. Jest to również jedyne dzieło Dionizego (z zakresu malarstwa ściennego), które w praktycznie niezmienionej formie przetrwało do naszych czasów.
Wojsław Molé nazywa Dionizego drugim po Andrieju Rublowie wielkim staroruskim ikonografem: chociaż podkreśla, iż dzieła Rublowa miały większą wartość artystyczną, przyznaje obydwu artystom równe miejsce w historii sztuki ruskiej. Zdaniem tego samego autora Dionizy rozwinął nowy rodzaj monumentalnych kompozycji oraz nowy wzorzec postaci, oparty na perfekcji rysunku. Sztuka Dionizego była zarazem wyrazem tendencji artystycznych panujących w okresie jednoczenia księstw ruskich przez Wielkie Księstwo Moskiewskie.